# Wimbledon (film)
Wimbledon je britsko-francouzská sportovní romantická komedie z roku 2004 z tenisového prostředí s Kirsten Dunstovou a Paulem Bettanym v hlavní roli. Režii filmu provedl Richard Loncraine. Jde o klasický milostný příběh jedné velké lásky (sportovní love-story) odehrávající se během fiktivního tenisového turnaje ve Wimbledonu.

## Děj filmu
Oba hlavní hrdinové se omylem náhodou setkají díky záměně hotelových pokojů. On je málo úspěšný (117. místo žebříčku) britský tenista-třicátník, který hodlá s tenisem po wimbledonském turnaji definitivně skončit a věnovat se dráze ředitele tenisového klubu ve svém rodném městě, ona je začínající ambiciózní americká ženská tenisová hvězdička. Vlivem náhle propuknuvšího milostného vzplanutí se jeho hra zlepší natolik, že dokáže celý turnaj vyhrát (ač zde původně startoval jen na divokou kartu) a ona skončí ve čtvrtfinále. Snímek končí happyendem, kdy společně jako manželé, ona jako čtyřnásobná grandslamová vítězka vychovají své dvě děti, to starší učí hrát tenis.

## Obsazení
| Paul Bettany                  | Peter Colt            |
| Kirsten Dunst                 | Lizzie Bradbury       |
| James McAvoy                  | Carl Colt             |
| Bernard Hill                  | Edward Colt           |
| Eleanor Bron                  | Augusta Colt          |
| Celia Imrie                   | Paní Kenwoodová       |
| Nikolaj Coster-Waldau         | Dieter Prohl          |
| Sam Neill                     | Dennis Bradbury       |
| Austin Nichols                | Jake Hammond          |
| Kirsten Taylor Montjoy Hunter | Elizabeth Hammond     |
| Jon Favreau                   | Ron Roth              |
| Jonathan Timmins              | Sběrač míčků          |
| Robert Lindsay                | Ian Frazier           |
| Martin Wimbush                | Court Official        |
| Vikas Punna                   | Ajay Bhatt            |
| Beti Sekulovski               | První soupeřka Lizzie |
| Murphy Jensen                 | Ivan Dragomir         |
| Alun Jones                    | Tom Cavendish         |
| Rebecca Dandeniya             | Arliyia Rupesindhe    |
| John McEnroe                  | Sám sebe/komentátor   |
| Chris Evert                   | Sama sebe/komentátor  |
| Mary Carillo                  | Sama sebe/komentátor  |
| John Barrett                  | Sám sebe/komentátor   |
| Pat Cash                      | tenisový poradce      |